# Lessingianthus subobtusus
Lessingianthus subobtusus là một loài thực vật có hoa trong họ Cúc. Loài này được (Malme) H.Rob. mô tả khoa học đầu tiên năm 1988.